# Bamboo Flat
Bamboo Flat är en ort i Indien.   Den ligger i unionsterritoriet Andamanerna och Nikobarerna, i den sydöstra delen av landet, 2 500 km sydost om huvudstaden New Delhi. Bamboo Flat ligger 48 meter över havet och antalet invånare är 7 410.
Terrängen runt Bamboo Flat är platt åt sydväst, men åt nordost är den kuperad. Havet är nära Bamboo Flat åt sydost.  Närmaste större samhälle är Port Blair, 5,2 km sydost om Bamboo Flat. 